# Віхтинський Віктор Іванович
Віктор Іванович Віхти́нський (нар. 15 серпня 1918, Харків — 11 січня 2003, Харків) — український художник і педагог; член Харківської організації Спілки радянських художників України з 1951 року.

## Біографія
Народився 15 серпня 1918 року в місті Харкові (нині Україна). Протягом 1934—1938 років навчався у Харківському художньому училищі; у 1939—1941 роках — у Харківському художньому інституті.
В серпні 1941 року призваний до лав Червоної армії. Брав участь у німецько-радянській війні. Отримав інвалідність. Нагороджений орденом Вітчизняної війни II ступеня (6 квітня 1985).
Упродовж 1948—1950 років продовжив навчання у Харківському художньому інституті. Серед його викладачів були зокрема Митрофан Федоров, Михайло Козик, Василь Мироненко. Дипломна робота — серія кольовових офортів «Чорноморська сюїта».
У 1950-х роках працював оформлювачем: створював святкове оздоблення Харкова, оформляв виставкові експозиції. З 1960 року викладав у Харківському художньому інституті (з 1963 року — у Харківському художньо-промисловому інституті): з 1976 року — професор, у 1981—1983 роках — завідував кафедрою промислової графіки, у 1983—1987 роках — завідував кафедрою, а у 1987—1989 — доцент кафедри графіки. Серед учнів — Микола Сіробаба, Володимир Литвинов та інші. З 1989 року на творчій роботі.
Жив у Харкові, в будинку на вулиці Культури, № 20, квартира 13, потім в будинку на вулиці Петровського, № 7, квартира 41. Помер у Харкові 11 січня 2003 року.

## Творчість
Працював в галузі станкової графіки, станкового та монументального живопису. Серед робіт:
графіка
- серія малюнків «По Кубі» (1963);
- серії офортів
  - «Чорноморська сюїта» (1950—1955);
  - «Донбас» (1951—1954);
  - «Венеція» (1962);
  - «Московський кремль» (1964);
  - «Дніпровські краєвиди» (1965);
- серії літографій
  - «Шевченко — народний поет» (1961);
  - «Індустріальна Україна» (1966);

живопис
- «Куточок старої Ялти» (1954);
- «В горах Алтаю» (1955);
- «Кореїз. Крим» (1956);
- «Зима» (1957);
- «Берізки» (1958);
- «Великий канал у Венеції» (1961);
- «Ветерани війни. Лондон» (1967);
- «Зміна» (1968);
- «Мати» (1975);
- «Український мотив» (1975);
- «Перемога» (1975);
- «До рідного краю» (1978);
- «У Мавзолеї» (1987);
- диптих «Набат» (1989);
- «Хвиля» (1992);
- «В дорозі» (1992);
- «Дорога до храму» (1994);
- «Вечір» (1995);
- «Захід сонця» (1995);
- «Рок» (1996);
- «Вознесіння» (1996).

Автор декоративного панно «Україна зустрічає гостей» в готелі «Інтурист» у Харкові (1964, у співавторстві з Олексієм Щегловим та Юрієм Старостенком). Також виконав монументально-декоративні панно у Єнакієвому і Джамбулі.
Брав участь у всеукраїнських, всесоюзних і міжнародних мистецьких виставках з 1950 року, зокрема у Польщі у 1951, 1955, 1956 роках, Італії у 1956 році, Японії у 1958 році та інших країнах. Взяв участь у груповій виставці «По Кубі» разом з художниками Леонідом Черновим і Олександром Вяткіним. Персональні виставки відбулися у Харкові у 1968, 1978, 1988 роках, Одесі у 1969 році, Полтаві у 1970 році, Краснограді у 1979 році, Києві у 1981 році.
Окремі роботи художника зберігаються у Третьяковській галереї у Москві, Російському музеї у Санкт-Петербурзі, Національному художньому музеї України у Києві, Харківському художньому музеї, а також у музейних, галерейних та приватних колекціях в Росії, Японії, Китаї, Кореї, Франції, Італії, Іспанії, Великій Британії.